# Skive (gemeente)
Skive is een gemeente en plaats in de Deense regio Midden-Jutland. Bij de herindeling van 2007 werden de volgende gemeentes bij Skive gevoegd:Sallingsund, Spøttrup, Sundsøre. De huidige gemeente telt 46.540 inwoners (2017).

## Tot 2007
De oude gemeente Skive had tot 2007 een oppervlakte van 230,35 km² en telde 27.919 inwoners.

## Plaatsen in de gemeente
- Jebjerg
- Højslev
- Skive
- Nederby
- Selde
- Breum
- Hald
- Højslev Stationsby
- Balling
- Roslev
- Rødding
- Oddense
- Lihme
- Lem
- Ramsing
- Hem
- Rønbjerg
- Durup
- Glyngøre
- Hvidbjerg

## Geboren in Skive
- Inger Støjberg (1973), politica

Aarhus · Favrskov · Hedensted · Herning · Holstebro · Horsens · Ikast-Brande · Lemvig · Norddjurs · Odder · Randers · Ringkøbing-Skjern · Samsø · Silkeborg · Skanderborg · Skive · Struer · Syddjurs · Viborg
- International Standard Name Identifier: 0000 0004 0379 1442
- MusicBrainz: 2427be30-9734-4c8d-b72f-8ef8ad78e025